# Мелетий III Константинополски
Мелетий III (на гръцки: Μελέτιος Γ) e вселенски патриарх в Цариград от 18 април 1845 до 28 ноември 1845 година.

## Биография
Роден е на остров Кеа с фамилията Панкалос (Πάγκαλος). Служи като протосингел в Патриаршеската катедрала в Цариград при патриарх Агатангел I Константинополски. В 1828 година е избран за митрополит на Амасия, а в 1830 година е преместен на Солунската катедра.
В Солун в 1830 година получава експлицитни инструкции от вселенския патриарх да следи за административен произвол над християните и в такива случаи да информира Цариградската патриаршия, за да може чрез нея да се информира султанът.
Мелетий издейства позволително за откриване на българска печатница в Солун, в която е отпечатана книгата на Кирил Пейчинович „Утешение грешним“.
В 1841 година става митрополит на Кизическата епархия.
На 18 април 1845 година е избран на мястото на низложения Герман IV Константинополски. Умира на 28 ноември 1845 година в Константинопол и е погребан в храма „Животворящ източник“.